# 马里奥·巴尔加斯·略萨
豪爾赫·馬里奧·佩德羅·巴爾加斯·略薩，第一代巴尔加斯·略萨侯爵（1936年3月28日—2025年4月13日），通称马里奥·巴尔加斯·略萨，秘魯文学家、批评家、政治人物和记者，与加西亚·马尔克斯、卡洛斯·富恩特斯、胡里奥·科塔萨尔并称为“拉美文学爆炸四主将”，因詭譎瑰奇的小說技法與豐富深刻的內容而获得「結構寫實主義大師」的美誉。
1936年3月28日，略萨出生于秘鲁阿雷基帕的一个富裕的单亲家庭，1岁随母亲一家搬到玻利维亚的科恰班巴，并在那里度过近十年的童年时光。1946年回国后，略萨的父母复婚，定居于利马。1950年-1951年，略萨被父亲送入莱昂西奥·普拉多军事学校学习，因压抑的校园生活而产生写作抱负。1953年-1958年，略萨在国立圣马尔科斯大学攻读文学与法律，并爱上了自己的姨妈胡利娅·乌尔基迪，同其结婚九年。1958年，略萨以其短篇小说《挑战》获奖，得以到法国旅行。1958年-1960年，略萨进入马德里中央大学学习。
1963年，略萨的第一部长篇小说《城市与狗》出版，旋即斩获次年的卡斯蒂利亚语叙事文学批评家奖。1964年后，由于爱上自己的表妹帕特里西娅，略萨写信要求妻子与自己离婚，之后与帕特里西娅结婚50年。1966年，略萨的第二部长篇小说《绿房子》出版，更是为他带来了卡斯蒂利亚语叙事文学批评家奖（1966年）、秘鲁全国小说奖（1967年）与首届罗慕洛·加列戈斯奖（1967年）。1970年，略萨最得意的作品《酒吧长谈》出版，该书以多样的技法描绘了軍事獨裁政权下的乱象。1976年，略萨成为首位拉美裔国际笔会主席。
略萨早年支持社会主义思想，但后来思想右转，成为自由主义者。1987年，略萨回到秘鲁，组建民主阵线，并被推选为党主席。在1990年秘鲁大选中，中右翼的略萨与右翼的阿尔韦托·藤森竞争，最终因为支持全盘私有化而落败，从此退出政坛，专心写作。创作出《公羊的节日》、《天堂在另外那个街角》、《坏女孩的恶作剧》等小说作品，并在2010年因“对权力结构的描绘，以及他那反抗、起义、失败的犀利印象”而获得诺贝尔文学奖。
略萨提倡“不妥协文学”，主张文学的批判性。他的创作内容涵盖小說、劇本、散文随笔、詩歌、文學評論、政論雜文等体裁，也曾導演舞臺劇、電影，主持廣播、電視節目。他先后获得了1986年的阿斯图里亚斯王子奖、1994年的塞万提斯奖、1995年的耶路撒冷奖、2010年的诺贝尔文学奖等文学界的重要奖项。此外，略萨还获得了西班牙皇家学院的L席位（1996年），西班牙王国的侯爵头衔（2011年）与法兰西学术院的18号席位（2021年）。	

## 名字称呼
略萨来自西班牙语国家，因此他的人名较为繁冗。他的西班牙语人名由首名Jorge (豪尔赫)、次名Mario（马里奥）、教名Pedro（佩德罗）三个名字，以及父姓Vargas（巴尔加斯）与母姓Llosa（略萨）组成。略萨在他的著述中以Mario Vargas Llosa（马里奥·巴尔加斯·略萨）署名。西班牙语国家一般称他为Vargas Llosa（巴尔加斯·略萨）或 Vargas（巴尔加斯）。不过在中文世界，受英语人名称呼与英语世界翻译习惯的影响，读者常用其母姓Llosa（略萨）作为简称，形成了约定俗成。这一语言现象受到了部分西语学者的批评（因为在西班牙语世界，直呼母姓会被认为是私生子，而略萨出生于母方单亲家庭）。在台湾，人们参照Yeísmo读法，将其简称作尤薩。在香港与中国大陆，人们参照lleísmo读法，将其简称作略薩。

## 人物生平

### 童年生涯

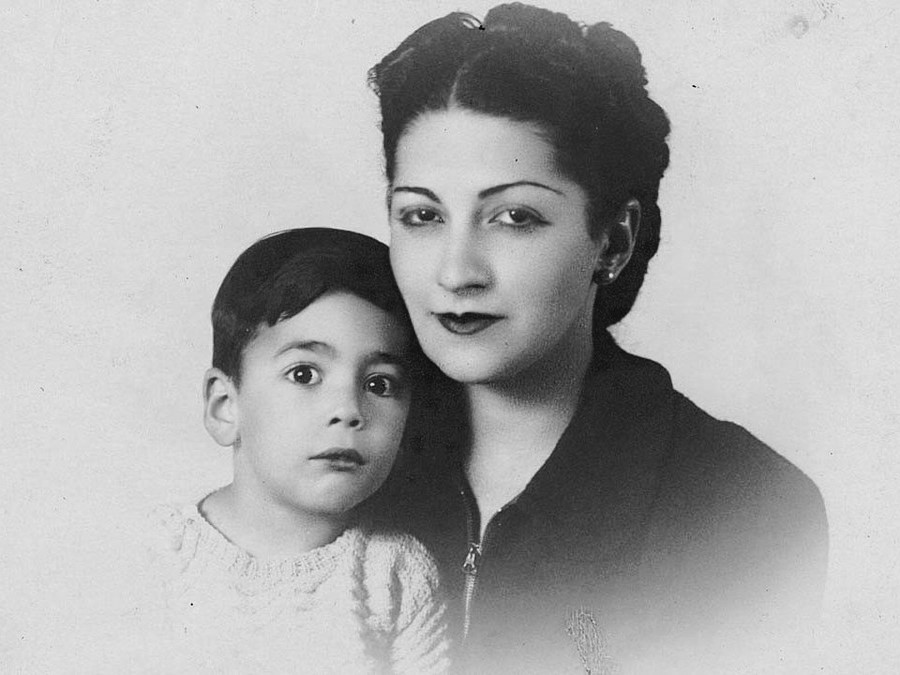
幼时的略萨与母亲

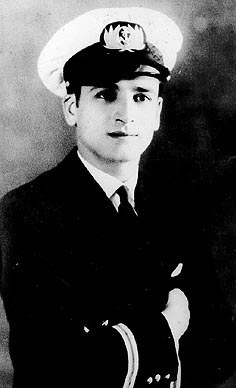
略萨的父亲埃内斯托

1936年3月28日清晨，略萨出生于祕魯第二大城市阿雷基帕，是大家闺秀多拉·略萨·乌雷塔与无线电报务员埃内斯托·巴尔加斯·马尔多纳多的独子。1,5
早在1935年11月，埃内斯托便因感情问题，同怀孕五个月的多拉分居。而在略萨出生的时候，埃内斯托并未对多拉一家发来的消息作任何回复。略萨出生一个月后，多拉一家托人找埃内斯托，埃内斯托要求离婚，多拉虽不情愿，但还是正式离婚了。后来，埃内斯托与一名德国女子结婚，生下恩里克与小埃内斯托两个男孩14。3,5
自出生以来，略萨一直与母亲一家生活在阿雷基帕。1937年，为逃避流言蜚语，略萨的外公决定去玻利维亚的科恰班巴经营棉花庄园，并签下十年的租约。于是从1937年底到1945年底，略萨随母亲一家二十几口人，在科恰班巴的大宅院度过了幸福的童年时光。55,6
待略萨渐渐懂事后，他开始好奇父亲的下落，而母亲一家谎称略萨的父亲是一位牺牲的飞行员，这使得略萨对父亲产生思念。1941年，略萨进入教会学校（名为“ Colegio La Salle”），学习阅读与写作，并爱上了故事书。1945年，何塞·路易斯·布斯塔曼特-里韦罗成为秘鲁总统，而略萨的外公作为总统亲戚，也被任命为皮乌拉的地方长官（相当于省长）。于是，略萨便随母亲于1945年底回国，前往皮乌拉居住。5,77,8
1946年，略萨回到了皮乌拉，被外公送往皮乌拉鲍思高慈幼会学校继续学习，并由于同学们爱讲脏话而过早地接受性启蒙。同时，埃内斯托在得知自己的前岳父成为地方长官后，便托嫂子奥丽耶写信联络多拉。多拉于1946年8月前去利马，应邀来到奥丽耶的家中，与埃内斯托相逢，而后二人复合。之后，多拉带着略萨去见他父亲，而埃内斯托的暴躁则令略萨感到惊惧。1947年初，略萨与父母搬到利马的滨海马格达莱纳区居住；1948年，略萨一家又搬到房价更贵的米拉弗洛雷斯区，从此开始了“生命中最痛苦的阶段”（略萨语）。11-129-12
此前，母亲一家对略萨相当溺爱；但性格固执、保守且严苛的父亲并不待见略萨，反倒时常打骂他。由于埃内斯托经常关略萨禁闭，略萨因此更喜好阅读，并想象各种造反的故事；而由于父亲时常进行家暴，从1947年-1949年，略萨母子俩出逃过6次，但母亲每次会与父亲和好。14-1812
1947年-1949年，略萨进入利马喇沙学校学习。在校期间，略萨曾遭受过莱昂西奥教友的性侵害。当时年迈的莱昂西奥将略萨带到他的卧室，然后便让他翻阅一本尽是裸女的杂志，并趁机抚摸他的阴茎。所幸略萨大声叫喊，这才迫使莱昂西奥被迫中止侵犯。此后，略萨不再信奉任何宗教，并成为无神论者。

### 青年生涯
由于略萨写诗的事情被父亲发现，而父亲又觉得写诗是缺乏男子气概的事情，甚至认为略萨“具有同性恋倾向”。于是在1950年3月，略萨被父亲送往莱昂西奥·普拉多军事学校学习，并忍受严苛的军事化管理与无处不在的校园暴力。尽管略萨将自己在军校的岁月称为“创伤”，但他认为自己在军校认清了暴力与秘鲁。同时，他也开始萌生了反独裁的意念，并对秘鲁社会的各大阶级有了些许认知。此外，在军校期间，略萨还花费大量时间，广泛阅读西方文学名著，并帮助同学代写情书、撰写爱情小说，由此激发了他的文学创作欲望。12-1322-30
1951年12月-1952年3月，略萨在父亲所在的国际新闻服务社当信使，为《纪事报》送文稿。1952年春，略萨进入《纪事报》当了三个月的记者，负责采访与写稿。由于略萨需要报导犯罪新闻，他时常与其他记者混迹酒吧、妓院、舞厅等场所，见识了社会的阴暗面。期间，他曾受老记者诱导，一度吸过白粉，也常与妓女嫖娼。由于略萨的生活过于浪荡，略萨的家人们决定让他放弃记者工作，重返高中念书。同年，在鲁乔舅舅的帮助下，他进入皮乌拉圣米格尔学校完成高中的最后一年学业。33-40,44
在皮乌拉学习期间，他创作了第一部剧作《印加王的出逃》，并于同年7月在当地剧院参与该剧的演出，此外他亦为皮乌拉工业报撰稿。1953年，略萨进入国立圣马尔科斯大学，学习文学与法律。大学期间，他兼职过俱乐部的图书馆管理员、泛美广播电台的信息部总监、历史学家劳尔·波拉斯·巴雷内切亚的助手，还为多份杂志撰稿。15,17
1955年，略萨的远房姨妈、31岁女子胡利娅·乌尔基迪自玻利维亚前去利马度假，以平复离婚后的创伤。期间，19岁的略萨与胡利娅日久生情，时常约会，但略萨家族明确反对他们的恋情。作为回应，略萨向胡利娅提出结婚，获对方同意后，二人在略萨好友及略萨表妹的帮助下私奔，最终找到一位愿意帮忙的镇长，成功登记结婚。然而略萨父亲对此却极为愤怒，他不仅拿手枪逼迫略萨好友交代二人下落，还让米拉弗洛雷斯区警局传唤他的儿子，令其交代结婚情况。当略萨交代私奔事实后，父亲给略萨写信，要求胡利娅必须立刻出境，否则他将“像疯狗一样杀死”略萨。之后，父亲又与自己的某位部长朋友联系，要求他在必要之时让胡利娅成为“不受欢迎的人”，对其强制驱逐。胡利娅闻讯后，连忙避居她在智利的外祖母家，而略萨则同时从事七份工作，以养活二人。五周后，略萨向父亲表示自己可以独立谋生，父亲也默许了二人婚事，略萨随即告知胡利娅，二人终获团圆。

### 文学创作生涯
1957年入國立聖馬爾科斯大學文學系語言學專業讀研究生，1958年中旬以研究尼加拉瓜文学家魯文·達里奧的學位論文（《闡釋魯文·達里奧的基礎》Bases para una interpretación de Rubén Darío）獲得文學（語言學）學位，同年得獎學金出國到西班牙馬德里康普頓斯大學攻读文學哲學博士（Doctor en Filosofía y Letras，研究文學的哲學博士）研究生，開始創作第1部長篇小說《城市與狗》。
1960年獎學金中斷，略薩轉往巴黎。由于沒有申請到新的獎學金，夫妻陷入經濟困境，只得滞留巴黎。巴爾加斯在法新社西班牙文部和影視公司找到工作，工餘時間在妻子幫助下寫作《城市與狗》，1961年完稿，找了好幾家出版商，都沒有一個願意出版。1962年通過法國的西班牙語文學研究者克勞德·可風這個朋友介紹給巴塞隆納的出版家卡洛斯·巴拉爾，得到巴拉爾的賞識和提拔，略萨自此走上职业作家的道路。
1962年到1965年間，略萨在巴黎拉丁區一家叫做威特酒店（el Hotel Wetter）的小旅館，寫下第2部長篇小說《綠房子》。
1971年6月25日巴爾加斯·略薩在阿隆索·薩莫拉·比森特（Alonso Zamora Vicente）教授指導下以研究哥倫比亞作家加西亚·马尔克斯的博士論文《加西亚·马尔克斯：其敘事作品的語言和結構》（García Márquez: lengua y estructura de su obra narrativa，整理後以《加西亚·马尔克斯：弒神者的歷史》Historia secreta de una novela y García Márquez: historia de un deicidio題名出版）得到馬德里大學文學哲學博士（西文版維基百科引馬德里大學網站），也有一說是英國倫敦大學文學哲學博士學位（见外部链接3：D. L. Shaw）。曾在英國劍橋大學擔任教職（1977年獲聘），也曾在英國倫敦大學（1967年和1969年）、美國哥倫比亞大學（1975年）、美國哈佛大學（1992年）等校客座教職。許多著名學府與研究院常邀請他去客座講學與研究。巴爾加斯·略薩現在擔任英國倫敦大學國王學院的院士。他還有美國波士頓大學（1992年）、耶魯大學（1994年）、哈佛大學（1998年），英國牛津大學（2003年），法國巴黎大學（2005年）等許多大學頒授的榮譽博士頭銜。
1964年與第一任妻子離婚。1965年與表妹帕特里夏·略薩·烏爾基迪（Patricia Llosa Urquidi）再婚。與第二任太太育有二子：阿爾瓦羅·巴爾加斯·略薩（Álvaro Vargas Llosa）和貢薩洛·巴爾加斯·略薩（Gonzalo Vargas Llosa）；一個女兒：莫爾加娜·巴爾加斯·略薩（Morgana Vargas Llosa。小孩順序按出生先後排，兩個兒子是哥哥，他的第一個小孩阿爾瓦羅·巴爾加斯·略薩生於1966年，也是作家。第二個小孩生於1967年，小女兒生於1974年）。

### 患病与逝世
2022年4月，略萨首次感染COVID-19，住进马德里的诊所治疗，直至病情好转为止。2023年夏，略萨再次感染COVID-19，住进先前进过的诊所治疗6天，而后于7月7日出院。据略萨回忆，他当时“几乎已无法呼吸了，可救护车差不多两个小时才到”，可谓命悬一线。同年10月，略萨出版小说《献给你，我最后的沉默》，并宣告停止创作小说，退出文坛；12月，略萨在《国家报》发布最后一篇专栏文章，明确表示退出新闻界。
尽管略萨自1990年代起常居马德里，但他常因各种活动或私人访问而频繁回到秘鲁。在他生命的最后几年里，略萨决心回到利马巴兰科区的宅邸居住，并在子女陪同下造访那些被他写入小说的取景地。
2025年4月13日，在亲人的陪伴下，略萨病逝于利马巴兰科区的宅邸，享年89岁。而他的最终之作，即评析萨特作品的文章，也未能写完。据亲友Enrique Ghersi透露，略萨的逝世同肺炎相关。
西方多国的领导人——包括秘鲁总统迪娜·博鲁阿尔特、智利总统加夫列尔·博里奇、墨西哥总统克劳迪娅·辛鲍姆、危地马拉总统贝尔纳多·阿雷瓦洛、西班牙首相佩德羅·桑切斯、法国总统埃马纽埃尔·马克龙、德国总统弗兰克-瓦尔特·施泰因迈尔等，均对略萨之死表示悼念。而秘鲁政府更是将4月14日指定为“全国哀悼日”，要求国内所有公共建筑、外交机构对其降半旗致哀。

## 政治活動

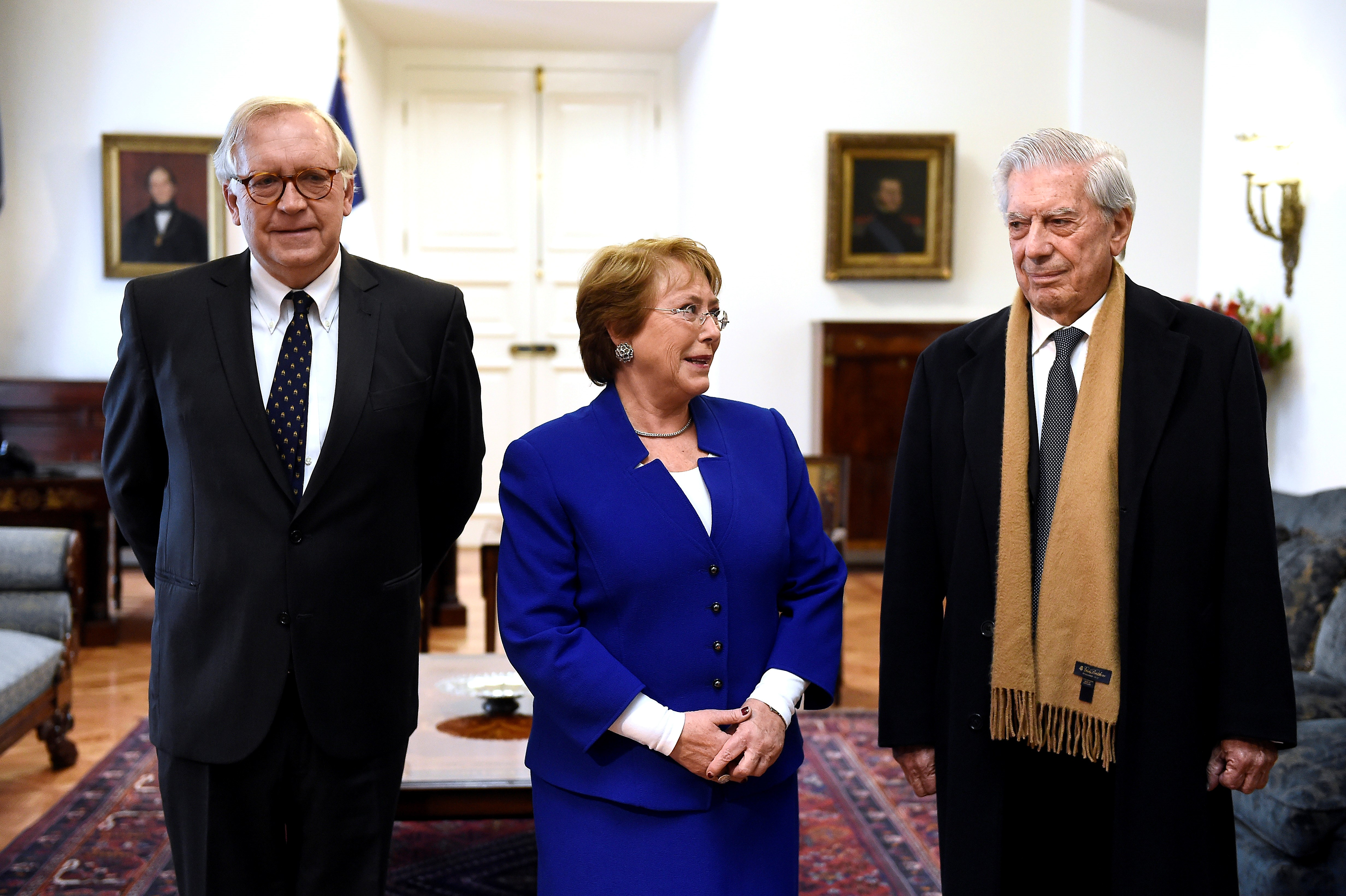
2016年，略萨与智利总统米歇尔·巴切莱特会晤

略薩讀大學時，參加祕魯共產黨組織的共產主義學習小組，學習馬克思、恩格斯、列寧、毛澤東等人的著作，還擔任指導員，並短期加入祕魯共產黨，活躍於祕魯共黨的外圍青年組織「卡烏依德」（Cahuide）。巴爾加斯·略薩在祕魯共產黨內化名「阿爾貝托同志」（Comarada Alberto），其成名作長篇小說《城市與狗》主要人物「詩人」（這是外號）原名阿爾貝托（全名阿爾貝托·費爾南德斯·特布雷Alberto Fernández Temple），有些評論家認為「詩人」這個人物就是略薩的化身。其早年也熱烈支持1959年古巴革命，1960年代成名后多次造訪古巴哈瓦那等地。
祕魯民主化以後，第一位民選總統费尔南多·贝朗德·特里曾邀請略萨擔任總理或駐英大使，遭到略萨拒绝。1987年，回到祕魯組新政黨Frente Democratico（簡稱Fredemo，暫譯「自由運動組織」或「民主陣線」簡稱「民陣」）投入政治，並在1987年8月第1屆全國代表大會上獲推為一任四年的政黨主席。立場已然右傾，反對時任總統阿蘭·加西亞銀行國有化等政策，主張國營企業私有化（民營化）和全面開放的自由市場經濟。1989年6月4日在出生地亞雷基帕市正式宣布投入總統選戰，角逐一任五年的秘魯總統大位，1990年總統大選，一度為聲望最高的候選人，並在1990年4月8日的第一輪投票，得到相對多數的最高票（得票率37％），與名列第二的總統候選人藤森謙也（得票率25％）進入第二輪投票對決，但是藤森謙也以57％的比數勝出，略薩競選落敗。
1990年6月13日，略薩離開祕魯，到長期僑居的歐洲休息。1991年至1992年間在柏林高等研究院成為高級訪問學人，1991年8月，政黨主席改選後，隨即交卸黨職。1993年，略萨應聘客座美國普林斯顿大学教職，并完成他在德國期間開始撰寫的回憶錄《水中魚》，於同年發表。1993年7月2日起，擁有祕魯與西班牙雙重國籍。2003年，時任祕魯總統亞歷杭德羅·托萊多一度想找他回國擔任總理，後來在他的建議下，任命他昔日的政黨夥伴梅麗諾（Beatriz Merino Lucero）出任祕魯历史上第一位女性總理，梅麗諾於2003年12月卸任。
2011年2月3日，略萨被西班牙國王胡安·卡洛斯一世依Real Decreto 134/2011號令，封為第一代巴爾加斯·尤薩侯爵（Marquesado de Vargas Llosa）。
2011年祕魯大選第二輪中，略萨将兩名候選人奥良塔·乌马拉、藤森庆子分別比作癌症與艾滋，并呼籲選民「兩害相權取其輕」投奥良塔·乌马拉。2021年祕魯大選第二輪中，略萨又發表類似言論，呼籲選民「兩害相權取其輕」投藤森庆子。祕魯天主敎宗座大學敎授法里德·卡哈特对此评价到：「任何熟悉巴尔加斯事業的人都不會把他的政治觀點當眞」、「他條框化的思想總讓他事後看起來非常可笑」、「他爲祕魯先選擇了癌症現在又選擇了艾滋」、「曾經代表自由主義，現已基本成爲保守派政治的代言人，可與哥倫比亞的阿尔瓦罗·乌里韦及西班牙的人民黨並論」。

### 政治观点
受帕迪拉事件影响，略萨开始与社会主义决裂，转为自由主义的拥趸。据略萨在《部落的召唤》回忆，有七位思想家深刻地影响了他，促使其转为自由主义者，他们分别是亚当·斯密、何塞·奧特嘉·伊·加塞特、弗里德里希·哈耶克、卡尔·波普尔、雷蒙·阿隆、以赛亚·柏林与让-弗朗索瓦·雷韦尔。此外，米尔顿·弗里德曼与玛格丽特·撒切尔亦对略萨的自由主义观点产生了一定影响。
略萨的政治立场被普遍认为是中间偏右，并因为与极右翼政治团体的联系而受到广泛的批评：《基督科学箴言报》称其为“右翼异类”，《纽约客》称其转变“令人费解”，而《雅各宾》则称其为“极右翼小说家”。据《国家杂志》报导，略萨会因为左翼团体的某些争议事件而全盘否定左翼阵营，却对新自由主义的类似争议轻描淡写。
略萨曾数次支持右翼民粹主义者竞选总统，例如阿根廷的哈維爾·米萊、巴西的雅伊尔·博索纳罗、智利的何塞·安东尼奥·卡斯特、秘鲁的藤森惠子等。

### 西班牙裔民族主义观点
作为西班牙裔秘鲁人，略萨认为西班牙语为拉丁美洲带来先进的制度、进步的思想与昌明的文化，是一门能与英语匹敌的世界性语言，然而地方的“独立主义者与激进主义者”却推行地方语言教育，意图贬低与削弱西班牙语，甚至剥夺了公民操持西班牙语的权利。此外，略萨认为美洲原住民是野蛮的残留，终将屈服并融入一个只讲西班牙语的混血兒社会。
由于浓厚的族裔民族主義与文化歧视倾向，再加上略萨批评玻利维亚为“民粹主义独裁政府”，他曾被玻利维亚总统埃沃·莫拉萊斯批评为新殖民主义、种族主义与美式民主的拥趸。
略萨是加泰隆尼亞獨立運動的坚定反对者，他曾在巴塞罗那参与2017年反对加泰罗尼亚独立的示威活动，并称：“西班牙的民主体制坚不可摧，任何分裂势力都无法将其摧毁”。2021年，略萨还在马德里参与了反对赦免加泰罗尼亚独派领袖的集会。

### 多重国籍争议
20世纪末，略萨参与秘鲁总统竞选时，曾因其西班牙国籍引发民众反感，进而败选给藤森謙也（尽管他秘密持有日本国籍）。然而，略萨申请西班牙国籍的原因同政府的迫害相关：秘鲁威权时期，略萨曾流亡欧洲各地；藤森谦也胜选后，略萨再度顾虑自己的秘鲁护照被政府没收。为了国际交流与避免迫害的需要，略萨于1993年申请西班牙护照，加入西班牙国籍，并于次年3月24日成为西班牙皇家学院院士。

## 个人生活

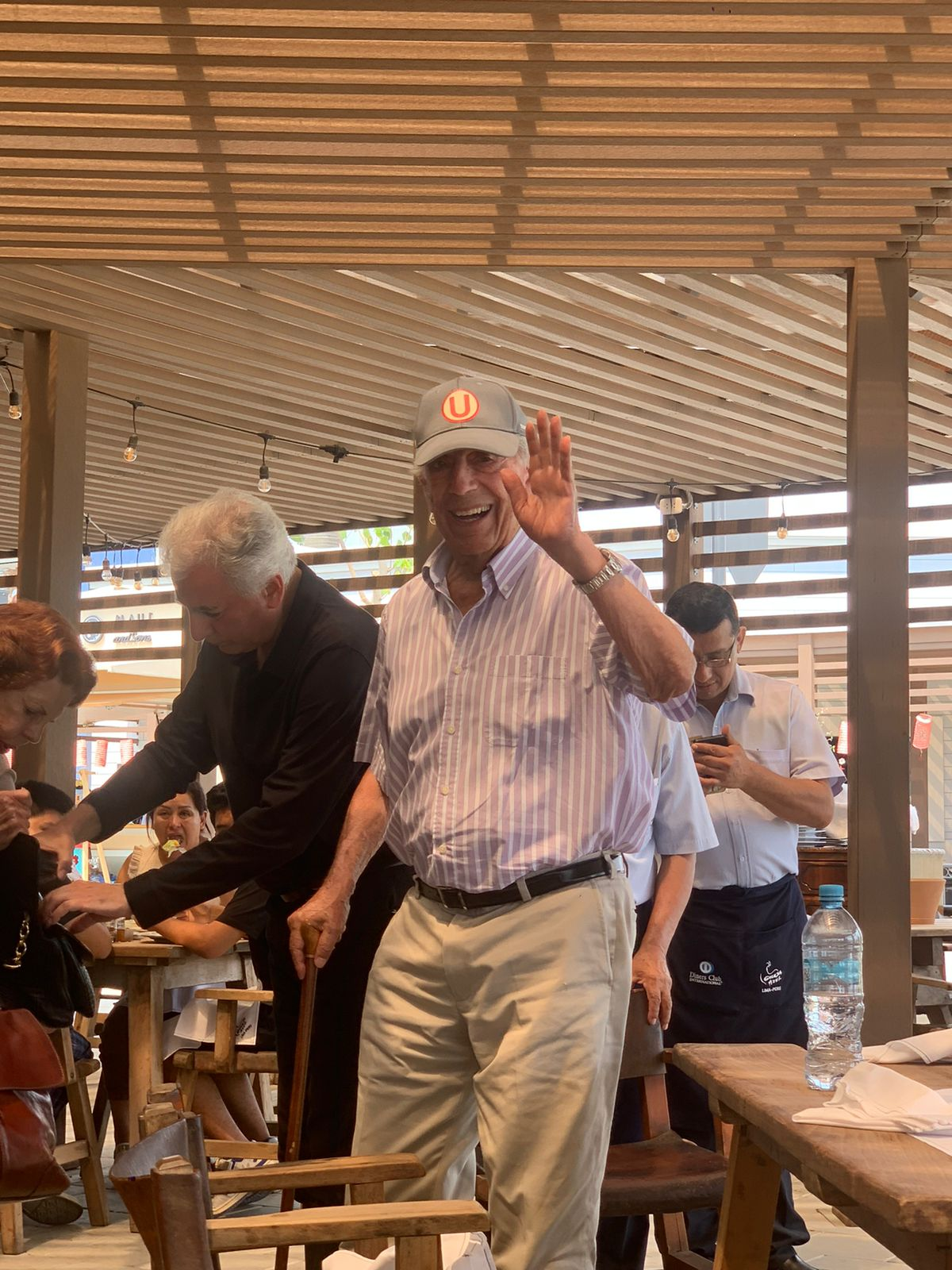
略萨戴着足球俱乐部“大学队”的帽子

关于自己的宗教信仰，略萨曾在《水中鱼》中写道：“我不是信徒，也不是一个无神论者，而是一个不可知论者。”
作为一名音乐爱好者，略萨尤为喜爱古斯塔夫·馬勒的交响曲，并认为他的音乐有着最优秀的小说架构。略萨常用音乐描绘小说中的场景，其最后一部小说《献给你，我最后的沉默》也是对秘鲁克里奥尔音乐的致敬之作。

### 足球球迷
略萨从小就是一位足球球迷。早在他的父母在利马复合后，略萨便结识了自己的三个堂兄弟，而在堂兄弟佩佩的影响下，略萨开始成为大学队的球迷，并萌生成为足球球员的梦想，大学队球员托托·特里曾带着略萨前往秘鲁国家体育场，使其作为儿童队队员上场，略萨在多年后回忆到：“能穿上大学队的球衣走进那片巨大球场，这不就是世界上最美好的事吗？””2011年，略萨在利马纪念碑球场被大学队授予“终身荣誉会员”称号，略萨感慨到：“大学队远不止是一个足球队，它还是一个神话、一个传奇、一个传统……是秘鲁最具兄弟情谊的象征之一。除了大学队以外，略萨还是皇家马德里足球俱乐部的球迷，其与皇马总监豪尔赫·巴尔达诺私交甚好，曾应邀为皇马开球，并出任过马德里欧洲大学的皇家马德里讲座负责人。略萨最喜爱的足球运动员是贝利。他认为贝利是世界上最优秀的足球运动员，且在巴西度蜜月时还特意买票看贝利踢球。

### 隐瞒资产争议
略萨的姓名曾出现在国际调查记者同盟泄露的巴拿马文件（2016年）与潘多拉文件（2021年）上。据IDL-Reporteros称：注册于英属维尔京群岛的Melek Investing Inc.为略萨的公司，该公司负责收取略萨的图书版税利润，并涉及略萨在伦敦与马德里的不动产交易。对此，略萨的经纪人表示：文件所涉投资未经本人同意，略萨也不知晓其在公司的所有权情况。而在潘多拉文件泄露后，IDL-Reporteros公开了略萨在Melek Investing Inc.《董事願任同意書》上签名的文件截图。

## 写作风格

### 情节、背景与主题
略萨的文学创作取材于他的人生经历与历史事件48，早在他的成名作《城市与狗》中，略萨便将自己在莱昂西奥·普拉多军事学校学习的经历进行文学改编，并藉由批判军校的压迫而批判秘鲁军政府的独裁统治。此后，略萨经常通过写作来抨击社会的癖病与乱象，并探讨个体在压迫性现实中争求自由的斗争66-67。例如略萨的代表作《酒吧长谈》便提及了男主角小萨瓦拉参与左翼秘密活动，反抗独裁统治的故事，全篇小说也以曼努埃尔·奥德里亚的军事独裁时期作为故事背景。除了对压迫、独裁与腐败的批判之外，略萨还在《绿房子》一书中控诉了秘鲁的根本制度，其中涉及军警虐待、剥削妓女的问题。32-33、56-59
略萨早期的多部小说均以秘鲁为故事发生地，而在后期的小说中，略萨将取材的视野扩展到秘鲁之外19。1981年出版的《世界末日之战》是略萨第一部不以取材于秘鲁的小说，该小说描写了卡努杜斯农民起义的历史。而在2000年出版的《公羊的节日》一书中，略萨则描绘了拉斐尔·特鲁希略独裁下的多米尼加。3年后出版的略萨作品《天堂在另外那个街角》更是将视角跳出拉丁美洲之外，转向法属波利尼西亚的塔希提岛，讲述弗洛拉·特里斯坦及其外孙保罗·高更追寻乌托邦的故事。上述作品均取材于真实历史事件，但据略萨所述：他虽然尊重基本的历史事实，但他在创作的是一部小说，而非历史著作，因此他做了许多自由发挥。

### 交织对话
在代表作《绿房子》中，略萨完善了交织对话的技巧。他透过“连通管”的写作手法，将不同时间、空间及现实层面的多个情节编织进同一个叙述整体中，从而营造闪回的错觉。略萨惯用交织对话，早在创作《城市与狗》时便初见端倪。不过略萨运用“交织对话”的目的并不相同：例如，在《绿房子》中，他运用这一手法是为了关联不同时间、地域的事件，以营造严肃的氛围；而在《潘塔莱昂上尉和劳军女郎》中，他则使用交织对话制造喜剧效果。略萨的“交织对话”手法深受福楼拜的对位法（将对话与其他事件交叉叙述）与伍尔芙的独白描写（将不同人的独白交叉混用）影响。13-14,33,35-36:4c2s

## 略萨与中文世界

### 略萨与中国大陆
1979年，北京大學西語系教師趙德明首次撰文介紹略薩。并在1981年翻译其成名作《城市與狗》。1980年代后，中國的翻譯家大批从西班牙语原文直译略薩的作品。截至目前，略萨的大部分作品均已被中国大陆译者翻译为中文。
1994年7月6日，略薩偕家眷到中國访问，期間參訪長城等名勝，並於同年7月12日早上在北京與西班牙语翻译家趙德明、尹承東會談，並當場口述《致中國讀者》一文，该文（由赵德明翻译）與趙德明記述這次會面的《巴爾加斯·略薩在北京》同時收入《謊言中的真實：巴爾加斯·略薩談創作》这是略薩文學評論集的第一部中文译本。同日，略萨轉往西安访问，並在遊歷上海後才结束旅行。
2011年6月12日，略薩飛到中國上海，6月14日在上海外國語大學被授予顧問教授聘書，發表講演並與師生、群眾交流，于上海戲劇學院辦《酒吧長談》朗頌會，同葉兆言、孫甘露、王安憶等作家及師生、群眾交流。同年6月16日，略萨飛往北京，6月17日在中國社科院被授予榮譽研究員證書，發表講演，與陸建德、陳眾議、趙德明、尹承東、莫言、劉震雲、閻連科、徐小斌、李洱、張抗抗等学者、譯家、作家及群眾交流；6月18日在北京塞萬提斯學院活動；6月20日轉往東京。

### 略萨与台湾
1980年代，香港著名作家西西曾撰寫多篇文章評介略薩的生平和作品，作为《像我這樣的一個讀者》、《傳聲筒》等书的章节在台灣出版，被认为是在繁中世界介紹巴略薩的重要推手。1987年，由張清柏編譯，陳映真主編的《馬奎斯等：拉丁美洲短篇小說秀作選》收錄了略薩的短篇小說《幼弟》，其是最早被台湾译介的略萨作品。同时，鄭樹森主編，1987年出版的《當代拉丁美洲小說集》收录陳長房從英文轉譯的《尋釁》。上述两部作品均是略萨处女作《首領們》的篇目。2008年8月6日，台灣出版由關文軍翻译的略萨作品《天堂在另一個街角》，其为该书的首部漢語譯本，也是首部由台灣人翻譯的略薩长篇小說作品。此外，《城市與狗》、《青樓》、《世界末日之戰》、《愛情萬歲》、《給青年小說家的信》也在臺灣出版繁體版本，但台湾对略萨的译介并不如中国大陆全面。
略薩曾三度訪問臺灣。1977年12月下旬，他作为國際筆會會長，首度應邀來臺，期間參觀台北故宫，並會見嚴家淦总统。1989年9月29日夜，为了给自己的选战造势，略萨二度访台，并在10月3日由外交部长連戰陪同，會見李登輝總統。访问期间，他与台湾的政经精英會談，參訪新竹科學工業園區，并对耕者有其田颇感兴趣。10月4日中午，他在臺北與殷張蘭熙、三毛等臺灣文人餐敘，當日離開臺灣。略萨在1993年出版的回憶錄《水中魚》指出：這趟旅程「受到最精彩的接待是在臺灣」。落选总统后，略萨還到臺灣訪問，并造訪淡江大學，與西語系師生座談（据兰熙回忆）。

### 涉华言论争议
|                              | 似乎没人意识到：如果中华人民共和国是一个自由民主的国家，而非独裁政权，那么这一切便不可能在全世界发生。至少有一位，或许好几位颇具名望的医生发现了这种病毒，但政府并未采取相应措施，而是企图掩盖这一信息，压制清醒的声音，并试图阻止消息传播，正如每个独裁政权所做的那样……现在发生这种事情，只会让全世界明白：真正的进步惟有伴随自由，方能畅通无阻。那帮认同中国模式，即奉行自由市场经济的独裁政治，是第三世界榜样的蠢货们，难道现在还不明白吗？根本就不存在这样的好事。瞎子面对冠状病毒所造成的一切，也该睁开眼睛。 |
| ——略萨《回到中世纪》，2020年 | |

2020年3月15日，略萨在西班牙《国家报》撰文称：来自中国的新冠病毒正在肆虐西班牙，而正因为中国的独裁体制及其对疫情的掩盖，导致了全球性疫情这一可怖的噩梦发生。次日，中国驻秘鲁大使馆与中国外交部发言人均发表回应，强烈谴责略萨“不负责任地攻击指责中国”“散布不负责任、充满偏见的恶劣言论”。
在中国官方谴责略萨的“不当言论”后，部分网友赶在“全面封杀”之前抢购略萨的作品，其中还有人称自己购买的略萨作品无法发货。在淘宝、京东、当当网等中国的网络售书平台上，略萨作品一度陷入无货或下架的“封杀”局面，直至数日后才重新上架。对此，美國筆會发布新闻稿，批评中国官方对略萨的批判与审查。
2022年4月17日，略萨接受智利《三点钟报》采访，称未来的人类社会不应只由中美两国主导，以社会主义和共产主义取代民主制度终将失败;此外，略萨还在采访中称台湾为国家。十天后，中国驻智利大使牛清报在《三点钟报》发文，委婉地批评了略萨反对社会主义的观点，并称：“略萨先生作为诺贝尔文学奖得主，想必思维活跃，想像力丰富。不过，在使用涉及中国主权和领土完整的称谓时，我还是希望略萨先生措辞严谨一些。”

## 作品目录

### 长篇小说
- 1963年 （《城市与狗》）
- 1966年 （《绿房子》）
- 1969年 （《酒吧长谈（英语：Conversation_in_The_Cathedral）》）
- 1973年 （《潘达雷昂上尉与劳军女郎（英语：Captain Pantoja and the Special Service）》）
- 1977年 （《胡利娅姨妈与作家（英语：Aunt Julia and the Scriptwriter）》）
- 1981年 （《世界末日之战（英语：The War of the End of the World）》）
- 1984年 （《狂人玛伊塔（西班牙语：Historia de Mayta）》）
- 1986年 （《谁是杀人犯（英语：Who Killed Palomino Molero?）》）
- 1987年 （《叙事人（英语：The Storyteller (Vargas Llosa novel)）》）
- 1988年 （《继母颂（英语：In Praise of the Stepmother）》）
- 1993年 （《利图马在安第斯山（英语：Death in the Andes）》）
- 1997年 （《情爱笔记（西班牙语：Los cuadernos de don Rigoberto）》）
- 2000年 （《公羊的节日（英语：The Feast of the Goat）》）
- 2003年 （《天堂在另外那个街角（英语：The Way to Paradise）》）
- 2006年 （《坏女孩的恶作剧》）
- 2010年 （《凯尔特人之梦》）
- 2013年 （《卑微的英雄（西班牙语：El héroe discreto）》）
- 2016年 （《五个街角（英语：The Neighborhood (novel)）》）
- 2019年 （《艰辛时刻（英语：Harsh Times (novel)）》）
- 2023年 （《献给你，我最后的沉默（西班牙语：Le dedico mi silencio）》，中译本即将出版）

### 短篇小说与儿童故事
- 1959年 （《首领们（西班牙语：Los jefes (libro de cuentos)）》，收录6篇短篇小说）
- 1967年 （《崽儿们（西班牙语：Los cachorros (relato)）》[註 3]）
- 2010年 （《丰奇托和月亮》，儿童文学，无中译本）
- 2014年 （《孩子们的船》，儿童文学，无中译本）
- 2019年 （《黑衣》[註 4]）
- 2021年 （《阵阵风声》，无中译本）

### 戏剧

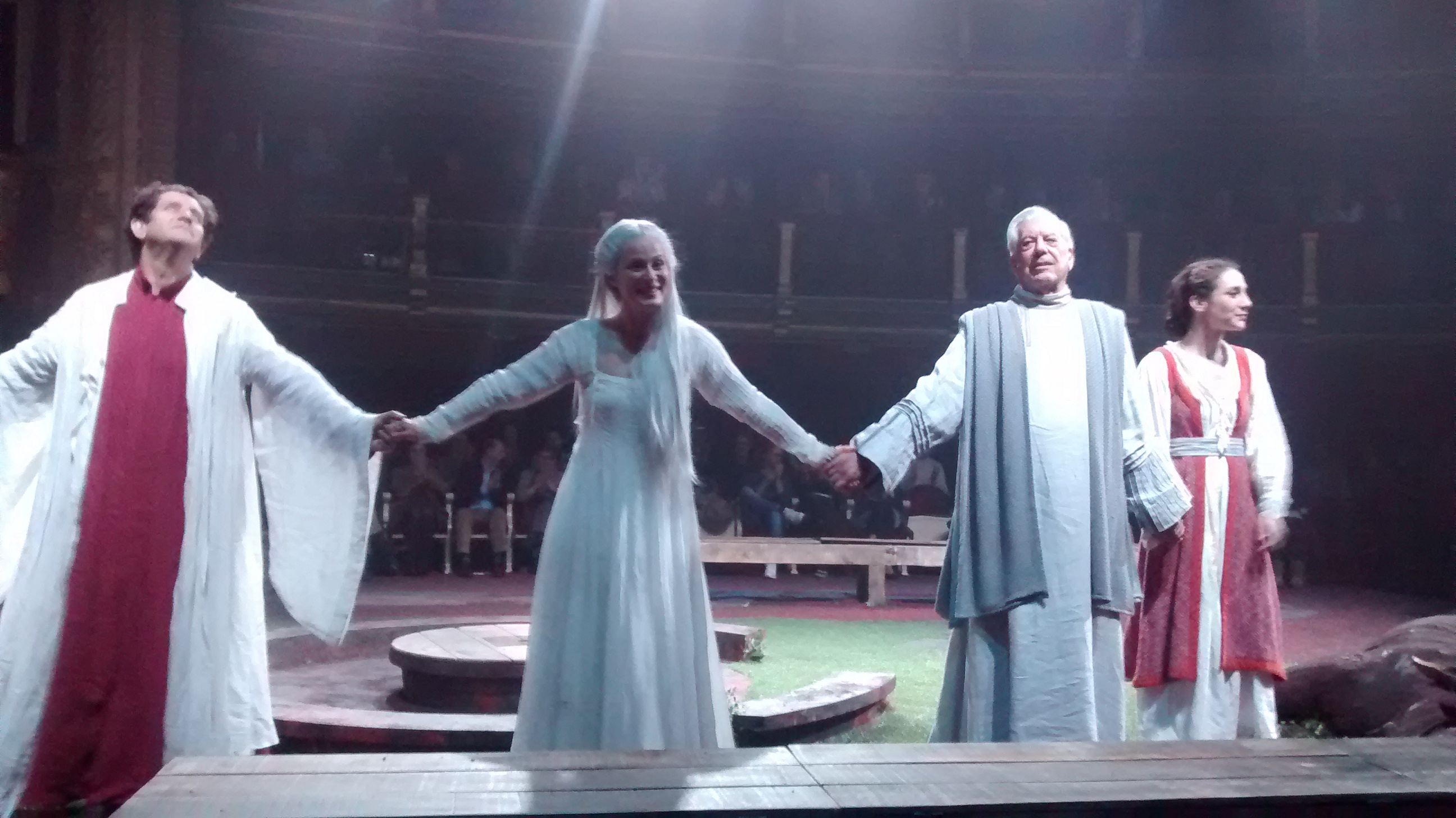
略萨参演自己创作的戏剧《瘟疫的故事》（2015年）

- 1952年 （《印加王的出逃（西班牙语：La huida del Inca）》,未发布）
- 1981年 （《塔克纳小姐（西班牙语：La señorita de Tacna）》）
- 1983年 （《卡蒂与河马（西班牙语：Kathie y el hipopótamo）》）
- 1986年 （《琼加（西班牙语：La Chunga）》）
- 1993年 （《阳台狂人（西班牙语：El loco de los balcones）》）
- 1996年 （《美丽的眼睛，难看的绘画（西班牙语：Ojos bonitos, cuadros feos）》，无中译本）
- 2007年 （《奥德修斯与珀涅罗珀（西班牙语：Odiseo y Penélope）》，无中译本）
- 2008年 （《在泰晤士河边（西班牙语：Al pie del Támesis）》，无中译本）
- 2009年 （《一千零一夜 (戏剧)（西班牙语：Las mil noches y una noche）》，无中译本）
- 2015年 （《瘟疫的故事（西班牙语：Los cuentos de la peste）》，无中译本）

### 影片
此处不收录略萨作品改编的电影：
- 1975年 （《潘达雷昂上尉与劳军女郎 (电影)（西班牙语：Pantaleón y las visitadoras (película de 1975)）》,原著作者与导演）
- 1987年 （纪录片作品，略萨参与编剧与旁白）
- 2024年 （暂译《记忆中的纹身（英语：Tattoos in Memory）》，改编自光辉道路前成员的回忆录，略萨负责编剧）

### 回忆录与词典体文集
- 1993年 （《水中鱼（英语：A Fish in the Water）》）
- 2005年 （《拉丁美洲热爱者词典》，无中译本）

### 对话录
- 1968年 （《两种孤独》，与加西亚·马尔克斯在1967年9月的对话）
- 2001年 （与费利佩·冈萨雷斯的对话，无中译本）
- 2011年 （与克劳迪奥·马格里斯的对话，无中译本）

### 演讲集与论著
- 1958年 （《阐释鲁文·达里奥的基础（西班牙语：Bases para una interpretación de Rubén Darío）》，学士论文，无中译本，2001年出版）
- 1971年 （《一部小说的秘史（西班牙语：Historia secreta de una novela）》，收录了略萨于1968年发布的探讨《绿房子》成书历程的演讲，无中译本）
- 1971年 （《略萨谈马尔克斯：弑神者的历史（西班牙语：García Márquez: historia de un deicidio）》，博士论文）
- 1975年 （《无休止的纵欲（英语：The Perpetual Orgy）》，对《包法利夫人》的论述）
- 1981年 （《萨特与加缪（西班牙语：Entre Sartre y Camus）》，对萨特和加缪的论述，无中译本）
- 1990年 （《谎言中的真实（西班牙语：La verdad de las mentiras）》，创作谈与文论集）
- 1991年  （《替白脸蒂朗下战书》，对《騎士蒂朗》的论述，1969年的加泰语雏形版名为“Lletra de batalla per Tirant lo Blanc”）
- 1996年 （《古老的乌托邦：何·玛·阿格达斯（英语：José María Arguedas）与想象的虚构》，对阿格达斯生平与著作的论述，无中译本）
- 1997年 （《给青年小说家的信（英语：Letters to a Young Novelist）》，对小说创作技法的论述）
- 2004年 （《不可能的诱惑：雨果与悲惨世界（西班牙语：La tentación de lo imposible）》，对《悲慘世界》的论述，无中译本）
- 2008年 （《走向虚幻之旅：胡安·卡洛斯·奥内蒂（西班牙语：El viaje a la ficción）》，对胡安·卡洛斯·奧內蒂的论述，无中译本）
- 2008年 （《源泉》，编选了略萨在哈佛大學的研讨内容，用英文写成，无中译本）
- 2012年 （《表演的文明》，对文化现象的论述，无中译本）
- 2014年 （略萨关于阅读与写作的论述合集，2015年版更名“Elogio de la educación ”，无中译本）
- 2017年 （《普林斯顿文学课》，与鲁本·加洛（英语：Rubén Gallo）合著，编选了略萨在2015年于普林斯顿大学研讨的内容）
- 2018年 （《部落的召唤》，对自由主义思想家的论述与对自由主义的见解，无中译本）
- 2020年 （《作家的真实》，编选了略萨在1988年于雪城大學研讨的内容，1991年英文版名为“A Writer's Reality ”，无中译本）
- 2020年 （《略萨谈博尔赫斯：与博尔赫斯在一起的半个世纪》，与博尔赫斯相关的文章结集，2004年法语版名为“Un demi-siècle avec Borges”）
- 2022年 （《平静的目光（佩雷斯·加尔多斯）》，论述贝尼托·佩雷斯·加尔多斯，无中译本）
- 2023年 （《一个野蛮人在巴黎》，编选了略萨探讨法国文学及文化的文章，中译本即将出版）

### 报刊专栏与新闻评论集
- 1983年、1986年、1990年 （《顶风破浪》，共三卷，收錄1962年到1988年略萨的随笔、政论、杂文、讲稿等作品，部分内容与上述作品有重合，目前仅有中文选译本）
- 1994年 （《自由的挑战》，专栏文集，无中译本）
- 2001年 （《激情洋溢的语言》，专栏文集，无中译本）
- 2003年 （《伊拉克日记》，略萨在伊拉克的游记与采访文集，无中译本）
- 2006年 （《以色列和巴勒斯坦：和平或圣战》，略萨在巴勒斯坦地区的游记与采访文集，无中译本）
- 2012年 （《试金石》，共三卷，专栏文集，无中译本）
- 2022年 （《想象的火焰》，报刊文章合集，中译本待出版）
- 2024年 （《千面之国》，报刊文章合集，无中译本）
- 2025年 （报刊文章合集，无中译本）

## 延伸阅读
- 馬里奧·巴爾加斯·略薩著，趙德明譯，《水中魚》，時代文藝出版社，1996，長春 7-5387-1020-5/I.977
- 馬里奧·巴爾加斯·略薩著，趙德明譯，《城市與狗》，時代文藝出版社，1996，長春 7-5387-1033-7/I.990
- 馬里奧·巴爾加斯·略薩著，趙德明譯，《謊言中的真實》，雲南人民出版社，1997，昆明 7-222-02156-6/I.588